# Вандзін (Томашівський повіт)
Вандзін (пол. Wandzin) — частина села Реплін у Польщі, в Люблінському воєводстві Томашівського повіту, ґміни Ульгівок.